# Almitrina

Almitrina - Estrutura química

Almitrina é um fármaco, da categoria dos estimulantes respiratórios  de complexidade molecular elevada, utilizado como tratamento da hipóxia, na bronquite crônica de obstrução.

## Propriedades
A almitrina na forma de bismesilato atua permitindo uma maior ventilação alveolar através de estímulos carotidianos e aórticos.

## Contra-indicações
- Gravidez
- Hepatopatia grave[2]